# Oppidum Baou Redoun
L'oppidum du Baou Redoun est un oppidum celto-ligure situé à Cassis, dans les Bouches-du-Rhône, en région Provence-Alpes-Côte d'Azur. Il a été construit avant le IVe siècle av. J.-C.

## Situation
L'oppidum du Baou Redoun est situé au sommet de la colline dite Couronne de Charlemagne, entre les bourgs de Cassis et de Roquefort-la-Bédoule.

## Description
L'oppidum du Baou Redoun est défendu par une pente abrupte sur environ la moitié de son pourtour. Il est défendu sur une partie de son accès en pente douce par un grand mur en pierre sèche de 50 m de long, équipé d'une poterne et d'une alvéole.